# Kind van Trente
Kind van Trente of Kint van Trente was een kasteel bij het Nederlandse dorp Kruiningen, provincie Zeeland. Het kasteel is verdwenen maar de naam wordt nog gebruikt om een deel van de Polder Kruiningen mee aan te duiden.
Het kasteel staat voor het eerst weergegeven op de kaart uit 1655 van Nicolaas Visscher en Zacharias Roman. Op kaarten van na 1700 staat het Kind van Trente alleen nog als naam vermeld: wellicht was het gebouw toen al verdwenen en was de naam overgegaan op bijvoorbeeld een boerderij.
Een 18e-eeuwse afbeelding van Abraham Rademaker toont een omgracht kasteel dat bestaat uit een langgerekt gebouw met op de hoeken drie vierkante torens. In een van de zijgevels bevindt zich de toegang, met een brug over de gracht. Het is overigens niet duidelijk hoe betrouwbaar deze afbeelding is.
Er zijn geen gegevens bekend over de eigenaren. Het kasteel komt niet voor in de leenboeken. Mogelijk was het Kind van Trente dan ook geen kasteel maar verbonden aan een klooster, bijvoorbeeld als een logieshuis voor Franciscaner monniken die het als uitvalsbasis voor hun bedeltochten gebruikten. Zo'n logieshuis heette een terminarishuis of termijnhuis, wat vervolgens kan zijn verbasterd tot 'Terrnte' en 'Trente'. Er bestaat overigens ook een andere naamverklaring. Zo zou het kasteel zijn vernoemd naar de peuter Simon van Trente die in 1475 was vermoord in Italië en tot martelaar was verklaard door de Katholieke Kerk. Dit zou de bouw van het kasteel Kind van Trente plaatsen in de late 15e eeuw.
Het is onbekend waar het Kind van Trente precies heeft gestaan. Op basis van vondsten en het historische kaartmateriaal zijn er drie mogelijke locaties, allemaal nabij de Trenteweg in Kruiningen. In 1996 is op een van deze locaties archeologisch onderzoek uitgevoerd, maar dat heeft geen resultaten opgeleverd. Desondanks wordt deze locatie als de meest waarschijnlijke geacht.
Aldegonde · Kasteel van Axel · Baarland · Baarsdorp · Barbestein · Biervliet · Bieweg · Blodenburg · Huis der Boede · Brijdorpe · Bruëlis · 't Burchtje · Burggravensteen · Buttinge · Coxijde · Crayenstein · Duinbeek · Duivelsberg · Ellewoutsdijk · Filippenburg · Geersdijk · Gistellis · Gravenhof · Slot Haamstede · Kasteel Hellenburg · Herkestein · Heuvelsweg · Hoge Huis · Ter Hooge · Hoogkamer · Kats · Kind van Trente · Kleverskerke · Kortgene · Kreke · Kruiningen · Laterdale · Lodijke · Maalstede (Hulst) · Maalstede (Kapelle) · Magdalon · Hof Ter Moere · Moermond · Te Mortiere · Muiden · Hof ter Nisse (Nisse) · Hof ter Nisse (Ossenisse) · Oostende · Oostende (Goes) · Oosterstein · Poelvoorde · Poortvliet · Popkensburg · De Pottere · Poucques · Pronkenburg · Ravenstein · Saeftingher Slot · Kasteel van Sint-Maartensdijk · Schengen · Sluis · Smallegange · Stavenisse · Tolhuis van Iersekeroord · Huus ter Tolne · Torenberg · Torenhoeve · Toren van Bourgondië · Troye · Valkenisse · Vinninghen · Vlissingen · Voorhoute · Waarde · Watervliet · Weldamme · Welland · Huis te Werf · Te Werve · Westenschouwen · Westhove · Westkerke · Windenburg · Zandenburg · Zwanenburg